# Kosong (okres v Kangwonu v Jižní Koreji)

Poloha Kosongu na mapě Jižní Korey se zvýrazněnou provincií Kangwon

Okres Kosong (korejsky 고성군 – Kosŏng gun) je okres v provincii Kangwon v Jižní Koreji. Má rozlohu přibližně 516 čtverečních kilometrů a k roku 2001 v něm žilo zhruba 62 tisíc obyvatel.

## Poloha
Kosong leží v severovýchodním cípu Jižní Koreje a na severu a severozápadě tak hraničí s Korejskou demilitarizovanou zónou, za kterou leží Severní Korea. Na jihozápadě hraničí s okresem Indže a na jihu s městem Sokčcho. Východní hranici tvoří pobřeží Japonského moře.

## Dějiny
Před uzavřením dohody o neútočení na Korejském poloostrově v roce 1953 patřil Kosong do Severní Korey, kde tvořil jeden okres se severokorejským okresem Kosong.